# アフマド・ヤースィーン

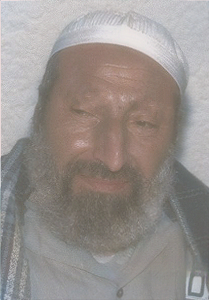
アフマド・ヤースィーン

アフマド・ヤースィーン（アラビア語: أحمد ياسين, Aḥmad Yāsīn, アフマド・ヤースィーン、1936年6月 - 2004年3月22日）は、パレスチナのイスラム主義者で、イスラム主義組織ハマースの創設者。

## 名前
フルネームは （أحمد إسماعيل حسن ياسين, Aḥmad Ismāʿīl Ḥasan Yāsīn, アフマド・イスマーイール・ハサン・ヤースィーン）。
本人のファーストネームはアフマドだが、実際のアラビア語発音に近いアハマド、口語発音であるアフメド、アハメド、さらには英語風にAh部分を「アー」と呼んだアーマド、アーメドといったカタカナ表記揺れが存在する。
ラストネームのヤースィーンは、長母音を抜いたヤスィン、ヤスィーン、ヤースィン、日本語風にスィをシに置き換えたヤーシーン、原語に含まれる長母音を省略した便宜的な慣例カタカナ表記であるヤシンやヤシーンが用いられており、長母音を全て省いたヤシンの使用が特に多い。
そのため日本のメディアや記事におけるフルネームのカタカナ表記は上記のそれぞれを組み合わせた何通りもが併存している状況となっている。
なお、先頭に「～師」を意味するイスラームの宗教家の敬称「アッ＝シャイフ（الشيخ, al-Shaykh ないしは al-Shaikh、文語発音：ʾash-shaykh ないしは -shaikh, アッ＝シャイフ、口語風発音：ʾash-sheikh, アッ＝シェイフ）」が付される場合もある。「アッ＝」部分は定冠詞だが、日本のメディアでは慣例としてこれを省略するとともにkh部分にカ行を当てたシャイク、さらにその口語発音であるシェイクと表記することが多い。

## 略歴
イギリス委任統治領パレスチナのガザ地区アシュケロン近郊の村アル・ジュラに生まれた。生年は1937年とされるが不確かである（パレスチナのパスポートには1929年1月1日と記されている）。第一次中東戦争で村がイスラエル軍に占領されると一家は難民としてガザに移った。12歳のとき、友人とレスリングをしていて脊髄を損傷する。エジプトカイロのアル＝アズハル大学に入学するが健康悪化から通学できなくなり、自宅で研究生活を送る。この時に宗教・哲学・政治経済の問題に目覚めたとされる。金曜礼拝では説教をするようになり、ヤースィーンの説教は多くの聴衆を集めた。エジプトでの数年の無職期間を経て、ガザ郊外に帰って小学校のアラビア語の教員となる。生計が立つようになり22歳で結婚、11人の子供をもうけた。
1970年代にガザ地区でイスラム主義運動を始め、ムスリム同胞団パレスチナ支部に加入し、社会互助活動に従事するが、反イスラエル行動から1984年に逮捕された。翌年、シモン・ペレス政権とパレスチナ解放人民戦線総司令部の間で成立した捕虜交換で釈放される。
1987年、イスラエル軍の車両が起こした交通事故により4人のパレスチナ人が死亡した事件が起こると、ムスリム同胞団パレスチナ支部の行動組織として、アブドゥルアズィーズ・アッ＝ランティースィーと共同でハマースを創設した。ヤースィーンは、第1次インティファーダにおいて重要な役割を果たした。ヤーセル・アラファートの進めるイスラエルとの和平交渉を激しく批判した。

イスラエル軍事法廷に立つヤースィーン（1990年3月1日）

ヤースィーンはハマースの活動のため1989年に再逮捕され、イスラエル軍事法廷で終身刑を宣告され投獄されたが、脊髄の障害が獄中で悪化し全身麻痺の状態となり、車椅子で移動しなければならなくなった。またほぼ盲目となった。しかし獄中でもパレスチナ解放機構が進めるイスラエルとの和平案に強く反対し、イスラエルの完全撤退を訴え続けた。

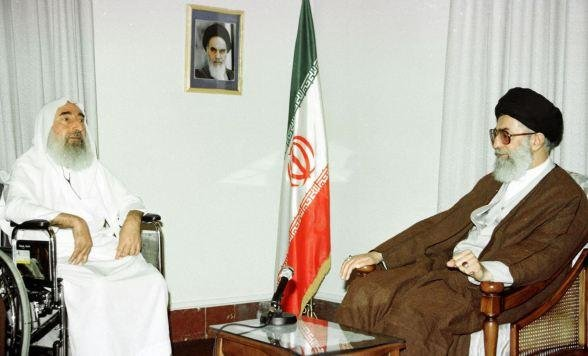
イラン最高指導者ハメネイ師(右)との会談（1998年5月2日）

1997年にヨルダンに逮捕されていたモサド工作員との捕虜交換という政治的取引で釈放された後はガザに戻り、再び激化しはじめたパレスチナ解放闘争の精神的指導者となった。
イスラエルはヤースィーンの存在を危険視し、ハマースの幹部に対して進める殺害を目的とした襲撃の対象とした。2004年3月22日早朝、ヤースィーンはガザ市内の路上を車椅子で通行中にイスラエル軍ヘリコプターのミサイル攻撃を受け、殺害された。ヤースィーンはモスクに礼拝に向っている途中であった。他に2人の警護、9人の通行人も死亡した。

## 殺害後の波紋
ヤースィーンの殺害をコフィー・アナン国連事務総長、パレスチナ自治政府首相らは、不法な暗殺と非難し、日本を含め多くの国がイスラエルを批判する声明を発表した。
ハマースは即日、報復のため全面戦争を宣言し、翌3月23日に強硬派として知られるランティースィーが後継指導者に就任した。
暗殺から2日後の3月24日、国際連合人権委員会が国連史上初となるイスラエル非難決議を採択した。3月25日、アラブ諸国が国際連合安全保障理事会に提出したイスラエル非難決議案の採決が行われたが、ハマースのイスラエル人に対する攻撃に対する言及がないことを理由に常任理事国のアメリカが拒否権を発動し、イギリス、ドイツ、ルーマニアは棄権した。
4月17日、ランティースィーがガザ市中心部でイスラエル軍ヘリコプターの攻撃により再び暗殺される。この攻撃で彼の他、車に同乗していた側近と運転手も死亡している。この件についても、アナンは国際法違反であるとしてイスラエルを非難した。
4月18日、ハマースは新しい代表としてハーリド・マシャアルを選出した。